# Otlica
Otlica (in italiano in passato Ottelza) è un insediamento (naselje) del comune di Aidussina, in Slovenia, che racchiude vari agglomerati. È capoluogo della comunità locale di Otlica-Kovk, una delle 28 in cui si suddivide il comune. Gli agglomerati inclusi nell'insediamento sono: Angelska Gora, Cerkovna, Kitajska, Sibirija e Kurja vas.

## Storia
L'insediamento apparteneva storicamente alla Contea di Gorizia e Gradisca. Con il trattato di Schönbrunn (1809) ebbe inizio la parentesi napoleonica, durante la quale entrò a far parte delle Province Illiriche, fino al 1815, quando col Congresso di Vienna tornò in mano asburgica. Dal punto di vista amministrativo venne reinquadrato nella Contea di Gorizia e Gradisca (a sua volta inclusa fino al 1849 nel Regno d'Illiria e poi nel Litorale austriaco) come comune catastale autonomo. Il comune, che in seguito verrà rinominato Dol-Otlica, comprendeva anche il vicino insediamento sparso di Dol (corrispondente all'attuale centro di Predmeia, Predmeja). Successivamente il comune verrà aggregato al comune di Locavez (Lokavitz, Lokavec), riguadagnando però la propria autonomia nei primi anni del XX secolo. L'insediamento era noto in questo periodo con il toponimo sloveno di Otlica e il toponimo italiano di Ottelza.
Dopo la prima guerra mondiale passò, come tutta la Venezia Giulia, al Regno d'Italia. Il nome del comune venne modificato dapprima in Dol-Otliza, poi in Dol-Ottelze e infine nel 1923 in Dol-Ottelza. Nello stesso il comune venne inserito nel circondario di Gorizia della provincia del Friuli. La circoscrizione territoriale rimase in un primo tempo la stessa che in epoca asburgica: il comune includeva la frazione di Dol, che includeva i centri di Baschi (Bazki), Bisiachi/Bissiachi, Cugei (Kugeji) e Lukinia/Luchini (Luknja), e la frazione di Otliza (Otlica), che includeva i centri di Bratini/Bratina, Cercevi, Pristava e Monte degli Angioli (Angeljska Gora). Nel 1927 il comune passò alla nuova provincia di Gorizia, nel 1928 il governo Mussolini lo annesse ad Aidussina.
Dopo la seconda guerra mondiale il territorio passò alla Jugoslavia; attualmente Otlica è frazione del comune di Aidussina.

## Monumenti e luoghi di interesse

### Chiesa
È stata consacrata nel 1892 dall'allora Arcivescovo di Gorizia in onore dei SS. Angeli Custodi. In corrispondenza dell'altare maggiore è ubicata la statua dell'Arcangelo Raffaele che tiene per mano il piccolo Tobiolo.